# Cvetana Pironkova
Cvetana Kirilova Pironkova (bolgárul: Цветана Кирилова Пиронкова), (Plovdiv, 1987. szeptember 13. –) bolgár teniszezőnő, olimpikon.
2002-ben kezdte profi pályafutását, hat egyéni ITF-torna győztese. Legjobb egyéni világranglista-helyezése a harmincegyedik volt, ezt 2010 szeptemberében érte el, párosban a 141. helyen állt 2009. március 23-án. A Grand Slam-tornákon a legjobb eredményét 2010-ben Wimbledonban érte el, amikor az elődöntőbe jutott.
Bulgária csapatában részt vett a 2008-as pekingi, a 2012-es londoni és a 2016-os riói olimpiai játékok női egyes tenisz versenyein. 2003 óta Bulgária Fed-kupa-csapatának tagja.
A 2017-es US Openen már sérülés miatt nem tudott elindulni, és a szezon hátralevő részét kihagyta. 2017 végén bejelentette, hogy gyereket vár, és 2018 áprilisában megszületett fia, így a 2018-as szezont teljes egészében kihagyta. A 2020-as US Openen sikeresen visszatért, miután a negyeddöntőig jutott.

## Pályafutása
Pironkova 4 évesen kezdett teniszezni, amikor apja először elvitte őt a helyi teniszklubba; 6 éves korában pedig már a bolgár nemzeti tornákon is részt vett.

### 2002/2003/2004
2002 augusztusában Pironkova a bukaresti ITF tornán három sikeres selejtezős mérkőzés után a döntőben végül a hazai pályán játszó Monica Niculescutól kikapott 6–1, 7–6(1)-ra.
2003-ban három ITF tornát nyert, egyet Orestiadában, Görögországban, kettőt pedig Isztambulban.

### 2005
2005-ben az első versenye az Istanbul Cup volt. Törökországban az első fordulóban megverte a 6. kiemelt Meghann Shaughnessyt, majd Juliana Fedaknál is jobbnak bizonyult. A negyeddöntőben Sahar Peért verte 6–3, 7–6-ra, de az elődöntőben az 1. kiemelt Venus Williams megállította a menetelést, és két sima szettben búcsúztatta Pironkovát.
Az Internazionali Femminili di Palermón ismét eljutott az elődöntőig, de a későbbi győztes Anabel Medina Garrigues 6–4, 6–2-vel búcsúztatta a bolgárt.
Szeptemberben a Banka Koper Slovenia Openen az első fordulóban búcsúzott, a 2. kiemelt spanyol Medina Garrigues verte őt meg két sima szettben.

### 2006
Az Australian Openen Pironkova óriási meglepetést okozott azzal, hogy az első fordulóban búcsúztatta a 10. kiemelt Venus Williamset 2–6, 6–0, 9–7-tel, de a második körben ő is búcsúzott.
Az Open GDF Suezen, Párizsban az első fordulót sikeresen vette, és búcsúztatta Lucie Šafářová, ám a második fordulóban Patty Schnyder két szettben kiejtette őt. Az BNP Paribas Openen is a második körben esett ki, ekkor a belga Justine Henin verte meg Pironkovát. A másik amerikai versenyen, a Sony Ericsson Openen az első fordulóban Aljona Bondarenkótól kapott ki 6–2, 6–2-re.
A Roland Garroson a második fordulóban a 31. kiemelt Sahar Peér 6–2, 6–3-mal búcsúztatta őt.
A wimbledoni felvezetőtornán, a birminghami AEGON Classicon két kört sikeresen megvívott, a harmadikban viszont a 2. kiemelt Francesca Schiavone ejtette őt ki. Wimbledonban az első fordulóban a német Anna-Lena Grönefeldet kapta ellenfeléül, és meglepetésre Pironkova szetthátrányból meg tudta fordítani a mérkőzés állását és döntőszett 6–1-gyel búcsúztatta a torna 13. kiemeltjét. A második fordulóban a szabadkártyával induló Agnieszka Radwańska erősebbnek bizonyult nála, és két kemény szettben végül megverte Pironkovát.
A Collector Swedish Open Women nevezetű tornán a második fordulóban a torna 5. kiemeltjét, Catalina Castañót búcsúztatta, a harmadik körben a 2. kiemelt Li Nát múlta felül, az elődöntőben viszont nem tudta legyőzni a második kínai ellenfelét a tornán, és a 3. kiemelt Cseng Csie jutott a döntőbe.
A US Openen az első körben kiesett, ugyanis Jamea Jackson 6–2, 6–2-re megnyerte a meccset, és ezzel ő került be a második fordulóba. Ez után már csak három versenyen indult el, de vagy az első vagy a második körben kiesett mindegyikről.

### 2007
A 2007-es szezonja nem úgy sikerült, mint ahogy azt ő elgondolta. Az Australian Openen rögtön az első körben búcsúzott. A Roland Garrosig egyszer kiesett a selejtezőben, 6 tornán az első fordulóban búcsúzott, 2 versenyen pedig a 2. fordulóban ejtették ki.
A Roland Garroson sem élete formájában játszott, ugyanis rögtön az első meccsén kiesett, igaz az amerikai Serena Williams volt a bolgár ellenfele. Az AEGON Classicon a második körben a 2. kiemelt Jelena Janković búcsúztatta őt, az AEGON Internationalon pedig a selejtezőkben vérzett el.
Wimbledonban sem ért el kiemelkedő sikereket, az első fordulóban ejtette őt ki a lengyel Agnieszka Radwańska. A Collector Swedish Open Womenen érte el a 2007-es legjobb eredményét, amikor is az elődöntőbe jutott, de ott ismét Agnieszka Radwańska búcsúztatta őt a versenytől.
A US Open főtáblájára nem került fel, így selejtezőket kellett játszania, hogy részt vegyen a 4. Grand Slamen. A 3 selejtezős meccsén kemény háromszettes mérkőzéseket játszott, de mindhárom esetben nyertesen hagyta el a pályát. A főtáblán a második körben a torna 1. kiemeltjével meccselt, végül Henin két sima szettben megverte a bolgár lányt.
Ezek után két torna selejtezőiben szerepelt, de egyik tornán sem került fel a főtáblára.

### 2008
Az évet a Medibank International selejtezőiben kezdte, ám végül a harmadik fordulóban kiesett. Az Australian Openen az első kanyart még sikeresen vette a fehérorosz Volha Havarcovával szemben, de a második fordulóban a torna 2. kiemeltje, az orosz Szvetlana Kuznyecova búcsúztatta őt.
A Proximus Diamond Gamesen, Belgiumban eljutott a második körig, de a hazai versenyen játszó Justine Henin nagy falatnak bizonyult. Ezután az USA-ban folytatta a versenyzést; a BNP Paribas Openen a második körben esett ki, a Sony Ericsson Openen pedig az első fordulóban győzte őt le Caroline Wozniacki.
Az Internazionali BNL d'Italian a selejtezőkben legyőzte ellenfeleit, majd a főtáblára került. A főtáblán először a szintén selejtezős Klára Zakopalovát győzte le, a második fordulóban az 1. kiemelt Ana Ivanovićot múlta felül, a harmadik körben a szabadkártyás Viktorija Azarankát búcsúztatta, végül a negyeddöntőben a 6. kiemelt Anna Csakvetadze állította őt meg. Az Istanbul Cupon az első két körben a selejtezős Polona Hercogot és Veronika Csojkovát búcsúztatta, majd a harmadik fordulóban a verseny 4. kiemeltjét, a fehérorosz Volha Havarcovát győzte le, de az elődöntőben a 2. kiemelt Agnieszka Radwańska ejtette ki Pironkovát.
A Roland Garros első körben a tajvani Csan Jung-zsant verte 5–7, 6–2, 6–0-ra, viszont a második kanyarban a 29. kiemelt Anabel Medina Garrigues 4–6, 6–3, 6–1-gyel kiejtette a bolgár teniszezőt.
Wimbledonban az első fordulóban a 16. kiemelt Viktorija Azaranka verte őt meg 6–1, 6–1-re.
Az Olimpián a második fordulóban 6–2, 6–2-re legyőzte őt a 16. kiemelt Dominika Cibulková, így nem sikerült a 3. fordulóba jutnia.
A US Openen az első fordulóban ejtette őt ki a 26. kiemelt Anabel Medina Garrigues. Ez után a Porsche Tennis Grand Prix selejtezőben vett részt. Ott mindhárom meccsét megnyerte, majd a főtáblán is búcsúztatta első ellenfelét. A második fordulóban a 3. kiemelt Gyinara Szafina ellen még szettet sem tudott nyerni, így kiesett a versenyről.

### 2009
Az Australian Open előtt két tornán is részt vett, de kiemelkedő sikereket egyiken sem ért el. Az év 1. Grand Slam-tornáján a második körben búcsúztatta őt a francia Marion Bartoli 7–5, 6–2-vel.
A BNP Paribas Open első meccsén búcsúztatta Marina Erakovićot, majd a második fordulóban alulmaradt a 12. kiemelt Dominika Cibulkovával szemben. Stuttgartban, a Porsche Tennis Grand Prix selejtezőiben az első fordulóban Selima Sfart győzte le, a második kanyarban a magyar Arn Grétát búcsúztatta két szettben, végül a negyeddöntőben három szettben legyőzte Marosi Katalint is. A főtáblán először búcsúztatta a selejtezős Alberta Briantit, majd a második körben vereséget szenvedett Agnieszka Radwańskától.
A Roland Garroson az első körben esett ki, Jill Craybas bizonyult jobbnak nála, aki Wimbledonban is az első körben búcsúztatta Pironkovát.
A US Openen is tartotta a Roland Garroson és Wimbledonban elért eredményeit és az első körben kiesett, viszont most Marija Sarapova verte őt meg.
A Kremlin Cupon az első fordulóban szetthátrányból fordítva legyőzte Anasztaszija Pavljucsenkovát, majd a második körben az 1. kiemelt Vera Zvonarjovát is kiejtette. A két hazai versenyző búcsúztatása után a negyeddöntőben az ukrán Aljona Bondarenko állította őt meg.

### 2010
A 2010-es évet a Medibank Internationalon kezdte, de az első fordulóban Anna-Lena Grönefeld búcsúztatta őt a versenytől. Az Australian Openen az első fordulóban Galina Voszkobojevát győzte le 6–4, 6–4-re, a második fordulóban viszont Sahar Peér 6–1, 6–4-gyel búcsúztatta a bolgárt.
A BNP Paribas Open selejtezőiben diadalmaskodott, így a főtáblára került, ahol az első fordulóban búcsúztatta Amanmuradovát, de a második körben ő is kiesett. A Sony Ericsson Openen ismét a selejtezőkből verekedte fel magát a főtáblára, ahol a szabadkártyás Heather Watsont ejtette ki 6–4 6–2-vel. A második fordulóban a 2. kiemelt dán Caroline Wozniacki jobbnak bizonyult nála, és kiejtette őt.
A stuttgarti Porsche Tennis Grand Prix selejtezőiben ismét legyőzte az összes ellenfelét, így itt is a főtáblára került. A második fordulóban a szerb Jelena Janković ejtette őt ki. A Polsat Warsaw Openen is a selejtezőkben kezdett, és ezen a versenyen is a főtáblára jutott. Az első körben Aleksandra Wozniakot búcsúztatta, majd a következő körben a 2. kiemelt Jelena Gyementyjevát is kiejtette. A negyeddöntőben a román Alexandra Dulgheru a 6–4, 7–5-re megnyert meccsen kiejtette a bolgár lányt.
A párizsi Roland Garroson az első fordulóban Justine Henin két sima szettben győzte le Pironkovát. Ezután a wimbledoni torna meglepetés-játékosává nőtte ki magát, miután a negyedik körben búcsúztatta a 11. kiemelt Marion Bartolit, majd óriási meglepetésre kiejtette a 2. kiemelt Venus Williamset két szettben, végül az elődöntőben Vera Zvonarjova állította őt meg három szettben.
Ezután a torna után azonban nem sikerült nagyobb meglepetéseket okozni, a US Openen is a második körben esett ki.

### 2011
A Moorilla Hobart International nevezetű tornán kezdte a 2011-es évet, de rögtön az első fordulóban búcsúzott a kínai Peng Suajjal szemben. Ezután az Australian Open első fordulójában megverte a francia Pauline Parmentiert, de a második fordulóban nem tudta megverni Monica Niculescut, így búcsúzott a versenytől.
A Dubai Duty Free Tennis Championships első körében megverte Jekatyerina Makarovát, de Szvetlana Kuznyecova megbosszulta honfitársa kiejtését, és három kemény szettben legyőzte Pironkovát.
Párizsban, a Roland Garroson Casey Dellacquát verte meg az első körben, majd a második fordulóban vereséget szenvedett Gisela Dulkóval szemben. Az AEGON Internationalon az első fordulóban az egy évet kihagyó Serena Williamset kapta ellenfeléül, de szettelőnyből elvesztette a meccset. Wimbledonban először egy selejtezőssel mérkőzött, a második fordulóban Petra Martićot győzte le, a harmadik körben a 2. kiemelt tavalyi döntős Vera Zvonarjovát ejtette ki, a negyedik fordulóban ismét megverte a 23. kiemelt Venus Williamset, végül a negyeddöntőben állította őt meg Petra Kvitová, a későbbi győztes.
A palermói versenyen a negyeddöntőbe jutott, de kikapott az 1. kiemelt Flavia Pennettától. Cincinnatiban Christina McHale ellen szenvedett vereséget az első fordulóban 7–5, 4–6, 6–1 arányban, majd egy héttel később New Havenben szintén az első körben búcsúzott.
A US Openen az első körben legyőzte Virginie Razzanót 6–2, 6–3-ra, a második körben viszont vereséget szenvedett a 13. kiemelt Peng Suajtól. Több mint három hetes kihagyás után vett újra részt tenisztornán, Tokióban. Az első fordulóban 7–6(2), 6–1-re verte meg Gisela Dulkót, de a második körben 7–5, 6–0-ra kikapott a 4. helyen rangsorolt Vera Zvonarjovától, a későbbi döntőstől. Pekingben, az utolsó kötelező WTA Premier tornán az első körben kapott ki a 6. helyen rangsorolt Samantha Stosurtól 6–4, 6–0-ra.
Az év utolsó tornáján Moszkvában az első fordulóban Petra Martić feladta ellene a meccset, így ő jutott tovább a második körbe, ahol a 6. helyen rangsorolt Szvetlana Kuznyecovától kapott ki 7–5, 7–5-re.

### 2012
Az évet Hobartban kezdte, ahol az első körben Heather Watsont verte meg 7–6(10), 3–6, 7–6(2)-re. A második körben viszont kikapott Anna Csakvetadzétól 6–3, 6–2-re. Az Australian Openen az első körben legyőzte Szánija Mirzát két szettben, majd a második körben kikapott Galina Voszkobojevától 6–4, 6–4-re. A párizsi versenyen nehéz sorsolása volt, ugyanis az első fordulóban a 3. kiemelt Li Nával kellett játszania. Az első szettben Pironkova villámrajtot vett és elhúzott 5–0-ra, de Li kiegyenlített és kiharcolta a tie-breaket, amit Pironkova nyert meg. A második szettben is a bolgár volt break-előnyben, de Li ápolást kért és feladta a mérkőzést 7–6(5), 3–2-nél hátsérülése miatt. A második körben viszont kikpaott Klára Zakopalovától 6–0, 6–3-ra.
Dohában az első körben megverte Polona Hercogot 6–0, 6–4-re, majd a második körben búcsúztatta Angelique Kerbert is 6–4, 6–1-gyel. A harmadik körben kapott ki az 5. kiemelt Marion Bartolitól 6–3, 6–3-ra. Indian Wellsben már az első körben kikapott Carla Suárez Navarrótól, Miamiban pedig a másodikban búcsúzott a 21. kiemelt Roberta Vinci ellen.

## ITF döntői

### Egyéni

#### Győzelmei (6)
| Díjazás        |
| -------------- |
| $100,000 torna |
| $75,000 torna  |
| $50,000 torna  |
| $25,000 torna  |
| $15,000 torna  |
| $10,000 torna  |

|    | Dátum                | Torna                   | Borítás | Ellenfél a döntőben | Döntő eredménye |
| 1. | 2002. szeptember 29. | Vólosz, Görögország     | Szőnyeg | Tina Schmassmann    | 7–6(3), 7–5     |
| 2. | 2003. június 29.     | Orestiada, Görögország  | Kemény  | Simona Matei        | 6–1, 6–4        |
| 3. | 2003. augusztus 2.   | Isztambul, Törökország  | Salak   | İpek Şenoğlu        | 7–6(2), 6–0     |
| 4. | 2003. november 2.    | Isztambul, Törökország  | Kemény  | Sahar Peér          | 6–3, 6–2        |
| 5. | 2005. április 10.    | Róma, Olaszország       | Salak   | Magda Mihalacse     | 7–5, 7–5        |
| 6. | 2007. szeptember 16. | Bordeaux, Franciaország | Salak   | Alizé Cornet        | 6–2, 6–3        |

#### Elveszített döntői (7)
|    | Dátum                | Torna                    | Borítás | Ellenfél a döntőben    | Döntő eredménye |
| 1. | 2002. augusztus 18.  | Bukarest, Románia        | Salak   | Monica Niculescu       | 1–6, 6–7(4)     |
| 2. | 2003. szeptember 28. | Vólosz, Görögország      | Szőnyeg | Szeszil Karatancseva   | 4–6, 6–2, 2–6   |
| 3. | 2004. november 21.   | Barcelona, Spanyolország | Salak   | Laura Pous Tió         | 6–4, 5–7, 2–6   |
| 4. | 2005. január 30.     | Belfort, Franciaország   | Kemény  | Sandra Kleinová        | 4–6, 3–6        |
| 5. | 2005. június 11.     | Zágráb, Horvátország     | Salak   | Zuzana Ondrášková      | 6–4, 4–6, 3–6   |
| 6. | 2005. november 20.   | Deauville, Franciaország | Salak   | Viktorija Kutuzova     | 4–6, 6–7(2)     |
| 7. | 2008. szeptember 21. | Szófia, Bulgária         | Salak   | Nuria Llagostera Vives | 2–6, 3–6        |

## WTA-döntői

### Egyéni

#### Győzelmei (1)
| Összesítés           |                        |
| Grand Slam-torna (0) |                        |
| Tier I (0)           | Premier Mandatory* (0) |
| Tier II (0)          | Premier Five* (0)      |
| Tier III (0)         | Premier* (1)           |
| Tier IV (0)          | International* (0)     |
| Tier V (0)           | Challenger* (0)        |

* 2009-től megváltozott a tornák rendszere. Challenger tornákat 2012-től rendeznek.
 Az egymás mellett azonos színnel jelölt tornatípusok között nincs teljes mértékű megfelelés.
|    | Dátum            | Torna                      | Borítás | Ellenfél a döntőben | Eredmény a döntőben | Eredmény a döntőben |
| 1. | 2014. január 10. | Apia International, Sydney | Kemény  | Angelique Kerber    | 6–4, 6–4            |                     |

## Eredményei Grand Slam-tornákon

### Egyéniben
| Grand Slam | Australian Open | Australian Open      | Roland Garros  | Roland Garros           | Wimbledon   | Wimbledon           | US Open     | US Open                 |
| Év         | Eredmény        | Utolsó ellenfél      | Eredmény       | Utolsó ellenfél         | Eredmény    | Utolsó ellenfél     | Eredmény    | Utolsó ellenfél         |
| 2006       | 2. kör          | Laura Granville      | 2. kör         | Sahar Peér              | 2. kör      | Agnieszka Radwańska | 1. kör      | Jamea Jackson           |
| 2007       | 1. kör          | Morigami Akiko       | 1. kör         | Serena Williams         | 1. kör      | Agnieszka Radwańska | 2. kör      | Justine Henin           |
| 2008       | 2. kör          | Szvetlana Kuznyecova | 2. kör         | Anabel Medina Garrigues | 1. kör      | Viktorija Azaranka  | 1. kör      | Anabel Medina Garrigues |
| 2009       | 2. kör          | Marion Bartoli       | 1. kör         | Jill Craybas            | 1. kör      | Jill Craybas        | 1. kör      | Marija Sarapova         |
| 2010       | 2. kör          | Sahar Peér           | 1. kör         | Justine Henin           | Elődöntő    | Vera Zvonarjova     | 2. kör      | Mandy Minella           |
| 2011       | 2. kör          | Monica Niculescu     | 2. kör         | Gisela Dulko            | Negyeddöntő | Petra Kvitová       | 2. kör      | Peng Suaj               |
| 2012       | 2. kör          | Galina Voszkobojeva  | 2. kör         | Francesca Schiavone     | 2. kör      | Marija Sarapova     | 4. kör      | Ana Ivanović            |
| 2013       | 1. kör          | Romina Oprandi       | 1. kör         | Eugenie Bouchard        | 4. kör      | Agnieszka Radwańska | 1. kör      | Alison Riske            |
| 2014       | 2. kör          | Samantha Stosur      | 2. kör         | Marija Sarapova         | 1. kör      | Varvara Lepchenko   | 2. kör      | Jelena Janković         |
| 2015       | 2. kör          | Dominika Cibulková   | 3. kör         | Sloane Stephens         | 1. kör      | Belinda Bencic      | 1. kör      | Mona Barthel            |
| 2016       | 1. kör          | Jaroszlava Svedova   | Negyeddöntő    | Samantha Stosur         | 1. kör      | Belinda Bencic      | 2. kör      | Konta Johanna           |
| 2017       | 1. kör          | Agnieszka Radwańska  | 2. kör         | Elina Szvitolina        | 2. kör      | Caroline Wozniacki  | –           | –                       |
| 2018–2019  | –               | –                    | –              | –                       | –           | –                   | –           | –                       |
| 2020       | –               | –                    | 3. kör         | Barbora Krejčíková      | elmaradt    | elmaradt            | Negyeddöntő | Serena Williams         |
| 2021       | 1. kör          | Hszie Su-vej         | Selejtező (Q2) | Selejtező (Q2)          | 1. kör      | Julija Putyinceva   | 1. kör      | Darja Kaszatkina        |

### Párosban
| Grand Slam | Australian Open           | Australian Open                            | Roland Garros              | Roland Garros                    | Wimbledon               | Wimbledon                         | US Open                | US Open                               |
| Év         | Eredmény Partner          | Utolsó ellenfél                            | Eredmény Partner           | Utolsó ellenfél                  | Eredmény Partner        | Utolsó ellenfél                   | Eredmény Partner       | Utolsó ellenfél                       |
| 2008       | –                         | –                                          | 2. kör Rossana de los Ríos | Csan Jung-zsan Csuang Csia-zsung | 1. kör Natalie Grandin  | C. Black L. Huber                 | 2. kör Līga Dekmeijere | J. Husárová Peng Suaj                 |
| 2009       | 2. kör Akgul Amanmuradova | N. Llagostera Vives M. J. Martínez Sánchez | 1. kör Selima Sfar         | S. Stosur R. Stubbs              | –                       | –                                 | –                      | –                                     |
| 2010       | –                         | –                                          | –                          | –                                | –                       | –                                 | 1. kör Eléni Danjilídu | Csan Jung-zsan Cseng Csie             |
| 2011       | 1. kör Tamira Paszek      | C. Black A. Rodionova                      | 1. kör Tamira Paszek       | R. Voráčová G. Voszkobojeva      | 2. kör Ch. Scheepers    | S. Errani R. Vinci                | 1. kör Ch. Scheepers   | N. Llagostera Vives A. Parra Santonja |
| 2012       | –                         | –                                          | 1. kör Arn Gréta           | A.-L. Grönefeld Petra Martić     | –                       | –                                 | 1. kör K. Bondarenko   | Darija Jurak Marosi Katalin           |
| 2013       | –                         | –                                          | –                          | –                                | 2. kör Yanina Wickmayer | Vania King Cseng Csie             | –                      | –                                     |
| 2014       | –                         | –                                          | –                          | –                                | 2. kör Belinda Bencic   | Babos Tímea Kristina Mladenovic   | –                      | –                                     |
| 2015       | –                         | –                                          | –                          | –                                | 1. kör Klára Koukalová  | Vera Dusevina MJ Martínez Sánchez | –                      | –                                     |
| 2016       | –                         | –                                          | –                          | –                                | –                       | –                                 | –                      | –                                     |

## Év végi világranglista-helyezései
| Év       | 2002 | 2003 | 2004 | 2005 | 2006 | 2007 | 2008 | 2009 | 2010 | 2011 | 2012 | 2013 | 2014 | 2015 | 2016 | 2017 | 2018 | 2019 | 2020 | 2021 |
| Helyezés | 553. | 344. | 295. | 88.  | 62.  | 98.  | 46.  | 99.  | 35.  | 46.  | 42.  | 108. | 39.  | 59.  | 66.  | 162. | –    | –    | 135. | 245. |